# Styloniscus thomsoni
Styloniscus thomsoni är en kräftdjursart som först beskrevs av Charles Chilton 1885.  Styloniscus thomsoni ingår i släktet Styloniscus och familjen Styloniscidae. Inga underarter finns listade i Catalogue of Life.